# Blankenstein-Eichholz
Das Gebiet Blankenstein-Eichholz ist ein mit Verordnung vom 5. Dezember 1972 durch die Körperschaftsforstdirektion Tübingen ausgewiesener Schonwald (Schutzgebiet-Nummer 200015) in Baden-Württemberg.

## Lage
Der Schonwald umfasst einen Teil der Schwäbischen Alb nördlich von Eglingen, einem Ortsteil von Hohenstein im Landkreis Reutlingen.
Der westliche Teil des Schonwalds liegt sowohl im Naturschutzgebiet Eichholz als auch im FFH-Gebiet Großes Lautertal und Landgericht. Ein kleiner Teil im Nordwesten des Schonwalds gehört zum Biosphärengebiet Schwäbische Alb.

## Vegetation
Im Schonwald kommen laut Waldbiotopkartierung die folgenden Pflanzen vor:
Spitzahorn, Berg-Ahorn, Giersch, Buschwindröschen, Große Klette, Gewöhnliche Haselwurz, Breitblättrige Glockenblume, Wald-Segge,
Roter Hartriegel, Gemeine Hasel, Echter Seidelbast, Gewöhnlicher Dornfarn, Echter Wurmfarn, Rotbuche, Scharbockskraut, Gemeine Esche,
Gewöhnliche Goldnessel, Waldmeister, Ruprechtskraut, Echte Nelkenwurz, Waldgerste, Gefleckte Taubnessel, Frühlings-Platterbse,
Märzenbecher, Rote Heckenkirsche, Wald-Bingelkraut, Mauerlattich, Gemeine Fichte, Schwarzer Holunder,
Fuchssches Greiskraut, Wald-Ziest, Bergulme, Große Brennnessel, Zaun-Wicke.

## Schutzzweck
Der Schutzzweck des Schonwalds ist gemäß Schutzgebietsverordnung
- Möglichst lange Erhaltung des ehemaligen, buchenbetonten Mittelwaldes mit seiner Baumartenvielfalt und Bestandesstruktur als Zeugen der früheren Bewirtschaftungsform; hierbei bleibt aus waldhistorischen Gründen die Option auf die exemplarische Wiederherstellung eines Mittelwaldbestandes auf Teilflächen offen;
- Sicherung des genetischen Potenzials der Laubwaldgesellschaft, insbesondere der z. T. seltenen, autochthonen Laubbaumarten;
- Habitatsicherung für die im jeweiligen Schonwald typischen und seltenen Arten von Flora und Fauna.

## Betreuung
Wissenschaftlich betreut wird der Schonwald durch die Forstliche Versuchs- und Forschungsanstalt Baden-Württemberg (BVA).